# Österreichische Eishockey-Liga 2004/05
Die Österreichische Eishockeyliga 2004/2005 wurde zwischen sieben Vereinen ausgetragen. Der EC Red Bulls Salzburg spielte in dieser Saison zum ersten Mal in der höchsten Liga. Meister wurden nach der Finalserie zum ersten Mal in ihrer Vereinsgeschichte die Vienna Capitals, die sich im siebenten Spiel gegen den EC KAC durchsetzten.

## Allgemeines

### Teilnehmer
Insgesamt nahmen sieben Mannschaften an der Meisterschaft teil. Nicht mehr dabei war die nach der letzten Saison ausgestiegene EHC Supergau Feldkirch, dessen Platz der letztjährige Nationalliga-Meister und Aufsteiger EC Red Bull Salzburg übernommen hatte.
| Team                 | Vorsaison       | Trainer                                                             |
| -------------------- | --------------- | ------------------------------------------------------------------- |
| EC KAC               | Meister         | Mats Waltin                                                         |
| EC VSV               | Vizemeister     | Blair MacDonald Greg Holst (ab 11. Januar 2005)                     |
| EHC Black Wings Linz | Halbfinal-Out   | Stanislav Barda Kurt Harand (ab 22. Dezember 2004)                  |
| Graz 99ers           | Halbfinal-Out   | Mike Zettel                                                         |
| Vienna Capitals      | Rang 5          | Jim Boni                                                            |
| HC TWK Innsbruck     | Rang 6          | Per Samuelsson                                                      |
| EC Red Bull Salzburg | neu in der Liga | Jorma Siitarinen (bis 22. Dezember 2004, Rücktritt) Kjell Lindqvist |

### Austragungsmodus
Die Saison 2004/05 begann am 21. September 2004, der 48 Spiele pro Mannschaft umfassende Grunddurchgang endete am 15. März 2005. Der Sieger einer Begegnung erhielt 2 Punkte, bei einem Unentschieden erhielten beide Mannschaften einen Punkt. Zusätzlich wurde eine 5-minütige "Sudden Victory Overtime" gespielt, bei der beide Mannschaften nur 4 Spieler einsetzen durften. Fiel auch hier kein Tor, so wurde ein Penaltyschießen ausgetragen. Der endgültige Sieger erhielt einen weiteren Punkt. Nach dem 24. Spiel fand eine Halbierung der bis dahin erzielten Punkte (Punkteteilung) statt.
Die vier bestplatzierten Mannschaften qualifizierten sich für die Playoffs. Im Halbfinale, welches im Modus Best-of-Five ausgetragen wurde, trafen der 1. und 4. bzw. 2. und 3. des Grunddurchganges aufeinander. Die beiden Gewinner bestritten eine Best-of-seven-Finalserie, in der der Österreichische Meister ermittelt wurde.

### Transfers
Bedingt durch das Lockout in der National Hockey League verstärkten sich auch einige der österreichischen Mannschaften nachträglich mit Spielern aus der weltbesten Liga. Die einzelnen Transfers lauteten wie folgt:
| Mannschaft           | Spieler |
| -------------------- | --- |
| EC KAC               | Dan Cloutier (Torhüter, Vancouver Canucks), Mike Siklenka (Verteidiger, Dallas Stars)                                                                                            |
| EC VSV               | Reinhard Divis (Torhüter, St. Louis Blues), Eric Weinrich (Verteidiger, St. Louis Blues), Jason Krog (Stürmer, Mighty Ducks of Anaheim), Ethan Moreau (Stürmer, Edmonton Oilers) |
| HC Innsbruck         | Brad Isbister (Stürmer, Edmonton Oilers) |
| EC Red Bull Salzburg | Jay Pandolfo (Stürmer, New Jersey Devils), Marty Reasoner (Stürmer, Edmonton Oilers), Rob Tallas (Torhüter, Boston Bruins)                                                       |

## Grunddurchgang
Nach dem Meisterschaftsbeginn am 21. September setzte sich zunächst der HC Innsbruck dank einiger Auftaktsiege an die Tabellenspitze. Das Mittelfeld blieb in der Folge eng zusammen, lediglich der Liganeuling aus Salzburg fand nicht zur Form und konnte erst im achten Spiel den ersten Sieg erzielen. In derselben Runde übernahm auch der EC KAC die Tabellenführung und konnte zwischenzeitlich einen großen Vorsprung auf die Gegner erspielen. Nach etwa einem Viertel des Grunddurchgangs fiel der EC VSV aus dem Mittelfeld zurück. Mit mehreren hohen Niederlagen zeigte sich nach und nach, dass Trainer Blair MacDonald die Mannschaft nicht zu führen vermochte. Das Schlüsselspiel fand am 24. Oktober 2004 in Villach statt, wo die Villacher nach insgesamt neunzehn erzielten Toren mit 8:11 gegen den abgeschlagenen Letzten Salzburg verloren. Der Verein reagierte und holte den damaligen Nationalteam-Torhüter Reinhard Divis an die Drau. Weitere Legionäre folgten, und unter der Führung des wenig später verpflichteten neuen Trainers Greg Holst konnte die Mannschaft allmählich zu ihrem Spiel finden.
Zur selben Zeit verletzte sich beim EC KAC Stammtorhüter Andrew Verner und musste mit einer Adduktorenverletzung lange Zeit pausieren. Im Tor übernahm der junge Hannes Enzenhofer, der sich jedoch dem Druck nicht gewachsen zeigte. Auch bedingt durch aufkommende Probleme in der Verteidigung gingen viele Spiele verloren, und Enzenhofer wurde durch die vielen Niederlagen unsicherer. Den Tiefpunkt erreichte das Team bei einem legendär gewordenen Spiel in Wien, das mit 1:6 verlorenging, unter anderem, nachdem Enzenhofer den Puck nach einem Befreiungsschlag der Wiener, die in Unterzahl agierten, seitlich vom Tor stehend und von der Schaufel seines Schlägers abprallend, ins Tor rutschen ließ. Auch hier wurde reagiert und mit Dan Cloutier ein NHL-erfahrener Torhüter geholt. Dieser saß zunächst noch auf der Bank, als sich Verner für vier Spiele wieder fit meldete, aber die Verletzung wurde wieder akut, und Cloutier agierte bis zum Ende der Saison als Stammtorwart.
Die Capitals, die zunächst noch in der hinteren Tabellenhälfte lagen, arbeiteten sich in der Folge Rang um Rang nach vorne. Wie sehr die Capitals die zweite Hälfte des Grunddurchgangs dominierten, zeigte sich in der Statistik: zwischen dem 7. November und dem 18. Februar ging nur ein Spiel (in der Overtime) verloren. 24 von 25 Partien konnten gewonnen werden. Erst gegen Ende des Grunddurchgangs folgte eine kurze Schwächephase, aber der Vorsprung war inzwischen so groß geworden, dass der Zweitplatzierte, der EC KAC, am Ende trotz Punkteteilung acht Punkte Rückstand auf die Wiener hatte.
Während auch der EHC Linz nach und nach zurückfiel und schließlich wie Salzburg nicht mehr in den Kampf um die Playoff-Plätze eingreifen konnte, lagen am Ende Innsbruck, Villach und die Graz 99ers nur zwei Punkte auseinander. Letzten Endes verpassten die Grazer, obwohl punktegleich mit dem VSV, den Einzug in die Playoffs, da sie ihr letztes Saisonspiel auf eigenem Eis mit 3:4 nach Penaltyschießen gegen den EC KAC verloren hatten.

### Tabelle nach dem Grunddurchgang (48 Runden)
| Platz | Team                  | SP | S  | N  | SNV | NNV | T   | GT  | TVH | PKT |
| ----- | --------------------- | -- | -- | -- | --- | --- | --- | --- | --- | --- |
| 1     | Vienna Capitals       | 48 | 26 | 9  | 8   | 5   | 199 | 142 | +57 | 57  |
| 2     | EC KAC                | 48 | 24 | 14 | 6   | 4   | 151 | 125 | +26 | 49  |
| 3     | HC Innsbruck          | 48 | 18 | 16 | 6   | 8   | 151 | 135 | +16 | 42  |
| 4     | EC VSV                | 48 | 19 | 21 | 5   | 3   | 136 | 143 | −7  | 40  |
| 5     | Graz 99ers            | 48 | 22 | 18 | 2   | 6   | 152 | 147 | +5  | 40  |
| 6     | EHC Black Wings Linz  | 48 | 12 | 23 | 8   | 5   | 119 | 157 | −38 | 32  |
| 7     | EC Red Bulls Salzburg | 48 | 11 | 31 | 1   | 5   | 131 | 190 | −59 | 21  |

### Statistiken

#### Topscorer
| Rk | Spieler               | Team      | GP | G  | A  | PTS | PIM | +/- | PPG | PPA | SHG | SHA | GWG |
| -- | --------------------- | --------- | -- | -- | -- | --- | --- | --- | --- | --- | --- | --- | --- |
| 1  | Mike Craig            | Capitals  | 41 | 32 | 39 | 71  | 84  | +25 | 8   | 12  | 2   | 1   | 4   |
| 2  | Warren Norris         | Graz      | 44 | 40 | 26 | 66  | 60  | +16 | 7   | 8   | 0   | 2   | 6   |
| 3  | Bob Wren              | Capitals  | 42 | 14 | 51 | 65  | 40  | +20 | 3   | 17  | 1   | 0   | 3   |
| 4  | Dave Chyzowski        | Capitals  | 43 | 31 | 29 | 60  | 168 | +27 | 5   | 11  | 3   | 0   | 8   |
| 5  | Jason Krog            | VSV       | 48 | 27 | 33 | 60  | 38  | +8  | 7   | 10  | 2   | 1   | 6   |
| 6  | Sean Selmser          | Graz      | 48 | 26 | 31 | 57  | 103 | +8  | 12  | 12  | 1   | 0   | 3   |
| 7  | Dieter Kalt           | Capitals  | 48 | 24 | 30 | 54  | 40  | +24 | 7   | 7   | 1   | 2   | 4   |
| 8  | Anthony Iob           | KAC       | 45 | 28 | 23 | 51  | 88  | +17 | 9   | 6   | 2   | 1   | 5   |
| 9  | Darcy Werenka         | Capitals  | 48 | 23 | 27 | 50  | 42  | +30 | 10  | 7   | 1   | 4   | 2   |
| 10 | Andreas Pušnik        | Innsbruck | 45 | 15 | 35 | 50  | 46  | +12 | 5   | 8   | 0   | 0   | 2   |
| 11 | Lee Jinman            | Salzburg  | 48 | 14 | 36 | 50  | 38  | −23 | 3   | 11  | 0   | 1   | 2   |
| 12 | Conny Strömberg       | Graz      | 36 | 16 | 33 | 49  | 22  | +8  | 4   | 11  | 2   | 0   | 2   |
| 13 | Markus Peintner       | Capitals  | 48 | 17 | 31 | 48  | 60  | +34 | 5   | 7   | 1   | 1   | 4   |
| 14 | Kent Salfi            | Linz      | 45 | 16 | 30 | 46  | 34  | −10 | 5   | 14  | 1   | 0   | 2   |
| 15 | Gerhard Unterluggauer | Innsbruck | 47 | 14 | 31 | 45  | 56  | +10 | 4   | 11  | 0   | 1   | 5   |

Legende:
GP = Spiele, G = Tore, A = Assists, PTS = Scorerpunkte, +/- = Plusminuswert, PIM = Strafminuten, PPG = Powerplaytore, PPA = Powerplayassists, SHG = Unterzahltore, SHA = Unterzahlassists, GWG = Siegestore

#### Torhüter
| Rk | Spieler             | Team      | GP | GPI | MIP     | SOG  | SVS  | GA  | SVS%  | GAA  | SO | W  | L  | OTL |
| -- | ------------------- | --------- | -- | --- | ------- | ---- | ---- | --- | ----- | ---- | -- | -- | -- | --- |
| 1  | Andrew Verner       | KAC       | 18 | 17  | 1001:42 | 501  | 469  | 32  | 93.61 | 1.92 | 2  | 13 | 1  | 2   |
| 2  | Dan Cloutier        | KAC       | 13 | 13  | 772:20  | 382  | 357  | 25  | 93.46 | 1.94 | 1  | 10 | 2  | 1   |
| 3  | Reinhard Divis      | VSV       | 28 | 26  | 1483:58 | 807  | 746  | 61  | 92.44 | 2.47 | 2  | 13 | 11 | 1   |
| 4  | Frédéric Chabot     | Capitals  | 47 | 43  | 2566:15 | 1356 | 1238 | 118 | 91.30 | 2.76 | 2  | 33 | 8  | 2   |
| 5  | Pavel Nešťák        | Linz      | 38 | 38  | 2299:28 | 1230 | 1117 | 113 | 90.81 | 2.95 | 3  | 16 | 17 | 4   |
| 6  | Patrick Machreich   | Graz      | 48 | 41  | 2316:50 | 1191 | 1080 | 111 | 90.68 | 2.87 | 2  | 21 | 13 | 6   |
| 7  | Gert Prohaska       | VSV       | 37 | 20  | 1107:41 | 567  | 512  | 55  | 90.30 | 2.98 | 0  | 10 | 8  | 1   |
| 8  | Claus Dalpiaz       | Innsbruck | 45 | 44  | 2642:13 | 1209 | 1091 | 118 | 90.24 | 2.68 | 3  | 23 | 13 | 7   |
| 9  | Walter Bartholomäus | Graz      | 39 | 11  | 583:29  | 344  | 310  | 34  | 90.12 | 3.50 | 0  | 3  | 6  | 0   |
| 10 | Jürgen Penker       | Salzburg  | 47 | 35  | 1926:40 | 1112 | 1002 | 110 | 90.11 | 3.43 | 0  | 9  | 20 | 3   |
| 11 | Hannes Enzenhofer   | KAC       | 47 | 20  | 1140:40 | 556  | 489  | 67  | 87.95 | 3.52 | 0  | 7  | 11 | 1   |
| 12 | Michael Mayer       | Linz      | 48 | 11  | 628:25  | 318  | 277  | 41  | 87.11 | 3.91 | 0  | 2  | 6  | 2   |
| 13 | Rob Tallas          | Salzburg  | 15 | 12  | 641:55  | 341  | 294  | 47  | 86.22 | 4.39 | 0  | 2  | 8  | 1   |

Legende:
GP = Spiele, GPI = tatsächliche Einsätze, MIP = Spielminuten, GA = Gegentore, GAA = Gegentorschnitt je 60 Minuten, SOG = Torschüsse, SVS = gehaltene Schüsse, SVS% = Fangquote, SO = Shutouts, W = Siege, L = Niederlagen, OTL = Niederlagen nach Verlängerung oder Penaltyschießen

## Playoffs

### Playoff-Baum
|  | Halbfinale | Halbfinale      | Halbfinale |  |  | Finale | Finale          | Finale |
|  |            |                 |            |  |  |        |                 |        |
|  |            |                 |            |  |  |        |                 |        |
|  | 1          | Vienna Capitals | 3          |  |  |        |                 |        |
|  | 4          | EC VSV          | 0          |  |  |        |                 |        |
|  |            |                 |            |  |  | 1      | Vienna Capitals | 4      |
|  |            |                 |            |  |  | 2      | EC KAC          | 3      |
|  | 2          | EC KAC          | 3          |  |  |        |                 |        |
|  | 3          | HC Innsbruck    | 2          |  |  |        |                 |        |
|  |            |                 |            |  |  |        |                 |        |

### Halbfinale

#### Vienna Capitals – EC VSV
Die Halbfinalserie zwischen den Vienna Capitals und dem EC VSV war nach nur drei Spielen entschieden. Die Villacher hatten sich zwar gegen Ende des Grunddurchgangs gesteigert, aber nie zu ihrer Form gefunden. Es zeigte sich ein deutlicher Klassenunterschied in den drei Spielen. Zwar lag der EC VSV in der ersten Begegnung zwei Mal mit 1:0 und 2:1 in Führung, Bob Wren sicherte seiner Mannschaft mit einem Hattrick jedoch den Sieg. Mitverantwortlich waren auch viele Strafen, die von den Villachern im zweiten Abschnitt genommen wurden, und die den Wienern drei Treffer in numerischer Überlegenheit ermöglichten.
Auch im zweiten Spiel blieb Bob Wren der Schlüssel zum Erfolg der Wiener, als er wiederum zwei Tore zum Sieg beisteuerte. Die Capitals konnten bis zur 28. Minute auf 3:0 davonziehen, während Villach nur im Powerplay gefährlich war. Erst in den letzten zehn Minuten gelangen den Hausherren zwei Treffer, der Ausgleich blieb ihnen jedoch verwehrt. Ein unsportlicher Nebenaspekt fand ebenfalls den Weg in die Medien, da der Villacher Ordnerdienst seiner Aufgabe nicht gewachsen war und sich zwischenzeitlich bis zu 150 Fans der Capitals unter die Villacher gemischt hatten. Das Spiel war außerdem um eine halbe Stunde verschoben worden.
Auch das letzte Spiel stand im Zeichen der Capitals: diese hatten sich bis zur Halbzeit einen Vorsprung von 3:0 herausspielen können. Für zehn Minuten kippte anschließend das Spiel, und es gelang den Villachern zu Beginn des Schlussdrittels sogar, den Ausgleich erzielen. Als Mike Craig aber nur eine Minute später das 4:3 für die Capitals erzielte, konnte der VSV nicht mehr zusetzen. Gregor Baumgartner besiegelte mit dem 5:3 das Aus für die Kärntner.
| Halbfinale: Vienna Capitals (1) – EC VSV (4)       | | | |
| 17. März 2005 Albert-Schultz-Halle 4.000 Zuschauer | Vienna Capitals B. Wren (14:45, Powerplay, D. Werenka, R. Lukas), 1:1 R. Lukas (21:28, Powerplay, D. Chyzowski, D. Werenka), 2:2 D. Kalt (30:27, Powerplay, D. Chyzowski, D. Werenka), 3:2 B. Wren (37:51, M. Craig, D. Chyzowski), 4:2 B. Wren (48:20, J. Suorsa, G. Baumgartner), 5:2                             | 5:2 (1:2, 3:0, 1:0) Strafminuten: 16:28 Torhüter: F. Chabot (Capitals, 60 Min., 30 Schüsse, 2 Tore) R. Divis (VSV, 60 Min., 32 Schüsse, 5 Tore)                                              | EC VSV 0:1, E. Moreau (10:41, Powerplay) 1:2, E. Moreau (15:23, H. Hohenberger, R. Doyle)                                            |
| 20. März 2004 Villacher Stadthalle 4.500 Zuschauer | EC VSV E. Moreau (51:09, R. Doyle, D. Gauthier), 1:3 E. Moreau (57:03, E. Weinrich, R. Doyle), 2:3 | 2:3 (0:2, 0:1, 2:0) Strafminuten: 6:12 Torhüter: R. Divis (VSV, 59 Min., 38 Schüsse, 3 Tore) F. Chabot (Capitals, 60 Min., 31 Schüsse, 2 Tore)                                               | Vienna Capitals 0:1, D. Chyzowski (3:34, D. Kalt, M. Latusa) 0:2, B. Wren (16:03, M. Craig) 0:3, B. Wren (27:40, P. Lakos, M. Craig) |
| 22. März 2005 Albert-Schultz-Halle 4.500 Zuschauer | Vienna Capitals D. Werenka (3:38, Powerplay, B. Wren, F. Chabot), 1:0 D. Kalt (17:28, Shorthanded, R. Lukas, D. Chyzowski), 2:0 M. Craig (29:10, Powerplay, D. Werenka, D. Chyzowski), 3:0 M. Craig, 44:53, Shorthanded, M. Peintner, P. Lakos, 4:3 G. Baumgartner (58:30, Powerplay, J. Suorsa, Y. Tsurenkov), 5:3 | 5:3 (2:0, 1:2, 2:1) Strafminuten: 37:108 Torhüter: F. Chabot (Capitals, 60 Min., 34 Schüsse, 3 Tore) R. Divis (VSV, 50 Min., 31 Schüsse, 4 Tore) G. Prohaska (VSV, 9 Min., 8 Schüsse, 1 Tor) | EC VSV 3:1, D. Gauthier (31:28) 3:2, G. Lanzinger (33:29, Powerplay, J. Krog) 3:3, R. Doyle (43:00, S. Herzog)                       |
| Die Vienna Capitals gewinnen mit 3:0 Siegen.       | | | |

#### EC KAC – HC Innsbruck
Spannender verlief die Serie zwischen dem EC KAC und dem HC Innsbruck, die erst im fünften Spiel entschieden werden konnte. Bereits das erste Spiel in Klagenfurt verlief sehr knapp, als es drei Minuten vor Schluss nach einer zwischenzeitlichen Aufholjagd der Innsbrucker noch 4:4 stand und erst Herbert Ratz und Mike Siklenka mit zwei Treffern in den letzten 77 Sekunden den Sieg des EC KAC sichern konnten. Dies setzte sich in der zweiten Begegnung mit wechselnden Torerfolgen fort. Entschieden wurde diese erst zu Beginn des Schlussdrittels, als zwei Tore der Innsbrucker und eines des EC KAC innerhalb von zwei Minuten fielen. Den knappen Rückstand konnte der EC KAC nicht mehr aufholen, und Innsbruck glich in der Serie aus.
Im dritten Spiel bewiesen die Innsbrucker Moral. Bereits nach dem ersten Drittel stand es 4:0 für den EC KAC, und die Partie schien entschieden. Innsbruck agierte sehr diszipliniert und glich schließlich (nach drei Treffern in den letzten zehn Minuten) noch aus. Da in der Overtime kein Tor fiel, konnte der EC KAC erst im Penaltyschießen das Match für sich entscheiden.
Innsbruck blieb weiterhin souverän; Mit einem 5:3-Heimsieg, dem eine 4:0-Führung nach 40 Minuten vorangegangen war, glichen die Mannschaft auf 2:2 in der Serie aus. Der EC KAC hatte in der Partie nie gefährlich werden können und war erst durch die nachlassende Leistung der Gastgeber zu seinen Torerfolgen gekommen. Der Titelverteidiger konnte sich aber im letzten Spiel mit 5:2 ungefährdet gegen die Tiroler durchsetzen und sich damit für das Finale qualifizieren.
| EC KAC (2) – HC Innsbruck (3)                         | | | |
| 17. März 2005 Stadthalle Klagenfurt 3.300 Zuschauer   | EC KAC C. Ban (8:53, A. Iob, S. Washburn), 1:1 M. Schaden (22:12, H. Ratz), 2:1 M. Schaden (22:31, C. Ban, M. Siklenka), 3:1 A. Iob (33:28, G. Hager, S. Washburn), 4:1 H. Ratz (58:32, Powerplay, H. Lindner, D. Welser), 5:4 M. Siklenka (59:26, empty net, M. Schaden, D. Cloutier), 6:4                             | 6:4 (1:1, 3:2, 2:1) Strafminuten: 32:71 Torhüter: D. Cloutier (KAC, 60 Min., 28 Schüsse, 4 Tore) C. Dalpiaz (Innsbruck, 59 Min., 42 Schüsse, 5 Tore)                 | HC Innsbruck 0:1, B. Isbister (6:45, Powerplay) 4:2, P. Zetterberg (34:53, T. Johansson) 4:3, A. Mellitzer (38:20, M. Sturm, P. Zetterberg) 4:4, P. Zetterberg (51:29, G. Unterluggauer)             |
| 20. März 2005 Olympia-Halle Innsbruck 5.500 Zuschauer | HC Innsbruck B. Isbister (8:38, P. Zetterberg, R. Divis), 1:0 A. Pušnik (11:20, Powerplay, T. Johansson, G. Unterluggauer), 2:0 A. Pušnik (43:44, Powerplay, B. Isbister), 3:2 P. Mössmer (44:49, S. Klimbacher, R. Kaspitz), 4:2                                                                                       | 4:3 (2:1, 0:0, 2:2) Strafminuten: 16:24 Torhüter: C. Dalpiaz (KAC, 60 Min., 27 Schüsse, 3 Tore) D. Cloutier (KAC, 58 Min., 37 Schüsse, 4 Tore)                       | EC KAC 2:1, D. Schuller (18:26, H. Ratz) 2:2, M. Siklenka (41:59, K. Fearns) 4:3, A. Iob (45:38, S. Washburn, D. Welser)                                                                             |
| 22. März 2005 Stadthalle Klagenfurt 4.500 Zuschauer   | EC KAC G. Hager (7:27, Powerplay, P. Horsky), 1:0 H. Lindner (10:48), 2:0 H. Ratz (13:18, G. Ressmann, G. Hager), 3:0 J. Reichel (15:38, P. Horsky), 4:0 K. Fearns (65:00, entscheidender Penalty), 5:4 | 5:4 n. P. (4:0, 0:1, 0:3, 0:0, 1:0) Strafminuten: 20:18 Torhüter: D. Cloutier (KAC, 65 Min., 33 Schüsse, 4 Tore) C. Dalpiaz (Innsbruck, 65 Min., 34 Schüsse, 5 Tore) | HC Innsbruck 4:1, P. Mössmer (34:24) 4:2, P. Zetterberg (49:04, F. Schwitzer, G. Unterluggauer) 4:3, P. Zetterberg (51:45, Powerplay, Z. Sedlak, S. Klimbacher) 4:4, T. Johansson (59:32, A. Pušnik) |
| 24. März 2005 Olympia-Halle Innsbruck 7.000 Zuschauer | HC Innsbruck F. Schwitzer (7:09, Powerplay, S. Klimbacher, M. Hohenberger), 1:0 M. Schönberger (7:58, M. Hohenberger, G. Unterluggauer), 2:0 B. Isbister (33:22, G. Unterluggauer), 3:0 P. Zetterberg (36:31, Powerplay, Z. Sedlak, S. Klimbacher), 4:0 A. Pušnik (45:53, Powerplay, G. Unterluggauer, R. Kaspitz), 5:2 | 5:3 (2:0, 2:0, 1:3) Strafminuten: 26:65 Torhüter: C. Dalpiaz (KAC, 60 Min., 26 Schüsse, 3 Tore) D. Cloutier (KAC, 60 Min., 28 Schüsse, 5 Tore)                       | EC KAC 4:1, D. Welser (42:44, Powerplay, E. Viveiros, S. Washburn) 4:2, J. Reichel (44:32) 5:3, A. Iob (53:32, Powerplay, S. Washburn)                                                               |
| 27. März 2005 Stadthalle Klagenfurt 5.100 Zuschauer   | EC KAC D. Welser (3:30, H. Ratz), 1:1 S. Washburn (6:19, Powerplay, E. Viveiros, A. Iob), 2:1 A. Iob (27:58, Powerplay, D. Welser, S. Washburn), 3:1 M. Siklenka (39:36, Shorthanded, P. Horsky), 4:1 C. Ban (41:17, J. Kraiger, M. Schaden), 5:1                                                                       | 5:2 (2:1, 2:0, 1:1) Strafminuten: 16:16 Torhüter: D. Cloutier (KAC, 60 Min., 27 Schüsse, 2 Tore) C. Dalpiaz (Innsbruck, 60 Min., 28 Schüsse, 5 Tore)                 | HC Innsbruck 0:1, T. Johansson (1:05, Powerplay, R. Kaspitz) 5:2, M. Hohenberger (55:09, P. Zetterberg, T. Johansson)                                                                                |
| Der EC KAC gewinnt mit 3:2 Siegen.                    | | | |

### Finale
Die Finalserie zwischen den Vienna Capitals und dem EC KAC ging als eine der spannendsten und ungewöhnlichsten Playoff-Begegnungen der österreichischen Liga in die Geschichte ein. Sechs Mal ging das jeweilige Auswärtsteam als Sieger vom Eis. Im ersten Spiel ging der EC KAC in der neunten Minute in Führung, konnte erst acht Minuten vor Schluss auf 2:0 erhöhen. Der Schlüssel zum Erfolg war Torhüter Dan Cloutier, der 41 Schüsse parieren konnte und erst in der letzten Minute, exakt 43 Sekunden vor Schluss, den Anschlusstreffer der Capitals und damit eine Ergebniskorrektur zuließ. Im zweiten Spiel kehrten sich die Gegebenheiten um: zwar konnte Mario Schaden schon nach 45 Sekunden das 1:0 für den KAC erzielen, aber die Capitals glichen durch Jari Suorsa in der fünften Minute aus. Im zweiten Drittel gelang den Gästen schließlich die Führung. Der Rest des Spiels blieb trotz der vielen Strafen und Powerplays torlos, womit sich die Capitals den Heimvorteil zwischenzeitlich zurückgeholt hatten.
Das dritte Spiel geriet zum Debakel für die Capitals, die sich zu Hause ohne Torerfolg mit 0:5 geschlagen geben mussten, was ihre bis dahin höchste Heimniederlage darstellte. Sie glichen in der Serie jedoch abermals aus. Ein hart geführtes Spiel mit vielen Treffern ging mit dem Stand von 4:4 ins Penaltyschießen, wo kein einziger Schütze des EC KAC Capitals-Goalie Frédéric Chabot bezwingen konnte, während Cloutier sich zwei Mal geschlagen geben musste.
Im dritten Spiel in Wien blieb die Serie ihren Gesetzen treu, der EC KAC gewann mit 3:1 abermals auf fremdem Eis. Die Partie war ein Spiegelbild der Auftaktbegegnung. Der EC KAC ging mit einem Doppelschlag zur Halbzeit mit 2:0 in Führung, während die Wiener abermals erst knapp vor Spielende den Anschlusstreffer erzielen konnten. Bei diesem Spiel verletzte sich jedoch auch Dan Cloutier, sodass der KAC gezwungen war, mit dem noch nicht völlig kurierten Andrew Verner den Rest der Serie zu bestreiten. Dass dieser wenig Spielpraxis in dieser Saison gesammelt hatte, zeigte sich in der sechsten Begegnung. Mit den Capitals gewann abermals die Auswärtsmannschaft, diesmal deutlich mit 5:1.
Für das entscheidende Spiel in Wien verfolgte Capitals-Trainer Jim Boni eine besondere psychologische Taktik: Er ließ seine Mannschaft auf eigenem Eis mit den Auswärtsdressen antreten und auch das Procedere vor dem Spiel einschließlich des gemeinsamen Essens einem Auswärtsmatch entsprechend ablaufen. Das Spiel selbst verlief dann ideal für die Heimmannschaft, die nach einem ausgeglichenen 1:1 nach dem ersten Drittel im Mittelabschnitt bis auf 5:1 erhöhen konnte. Dem hatte der EC KAC nichts mehr entgegenzusetzen, und die Capitals holten nach 43 Jahren (der letzte Titel stammte aus dem Jahr 1962 durch den WE-V) wieder den Meistertitel in die Bundeshauptstadt.
| Vienna Capitals (1) – EC KAC (2)                     | | | |
| 29. März 2005 Albert-Schultz-Halle 4.500 Zuschauer   | Vienna Capitals D. Chyzowski (59:17, R. Lukas, D. Kalt), 1:2 | 1:2 (0:1, 0:0, 1:1) Strafminuten: 22:20 Torhüter: F. Chabot (Capitals, 59 Min., 25 Schüsse, 2 Tore) D. Cloutier (KAC, 60 Min., 42 Schüsse, 1 Tor)                                                  | EC KAC 0:1, D. Welser (08:41, Powerplay, S. Washburn, A. Iob) 0:2, H. Ofner (51:03, K. Fearns, I. Iwanow) |
| 31. März 2005 Stadthalle Klagenfurt 4.700 Zuschauer  | EC KAC M. Schaden (00:45), 1:0 | 1:2 (1:1, 0:1, 0:0) Strafminuten: 53:51 Torhüter: D. Cloutier (KAC, 59 Min., 32 Schüsse, 2 Tore) F. Chabot (Capitals, 60 Min., 48 Schüsse, 1 Tor)                                                  | Vienna Capitals 1:1, J. Suorsa (04:15, Powerplay, P. Kasper) 1:2, D. Chyzowski (21:17, Powerplay, D. Kalt) |
| 3. April 2005 Albert-Schultz-Halle 4.500 Zuschauer   | Vienna Capitals keine Tore | 0:5 (0:1, 0:0, 1:1) Strafminuten: 10:24 Torhüter: F. Chabot (Capitals, 60 Min., 31 Schüsse, 5 Tore) D. Cloutier (KAC, 60 Min., 21 Schüsse, 0 Tore)                                                 | EC KAC 0:1, A. Iob (16:21, Powerplay, S. Washburn, D. Welser) 0:2, S. Washburn (22:50, E. Viveiros) 0:3, H. Lindner (28:41, S. Washburn, D. Cloutier) 0:4, J. Kraiger (30:04, C. Ban, D. Cloutier) 0:5, S. Washburn (41:47, Powerplay, E. Viveiros, C. Ibounig) |
| 5. April 2005 Stadthalle Klagenfurt 4.500 Zuschauer  | EC KAC M. Siklenka (09:34, Powerplay, E. Viveiros, A. Iob), 1:1 K. Fearns (13:00, H. Ofner), 2:1 A. Iob (46:19, Powerplay, E. Viveiros), 3:3 C. Ban (52:01), 4:4 | 4:5 n. P. (2:1, 0:1, 2:2, 0:0, 0:1) Strafminuten: 40:28 Torhüter: D. Cloutier (KAC, 65 Min., 28 Schüsse, 5 Tore) F. Chabot (Capitals, 65 Min., 50 Schüsse, 4 Tore)                                 | Vienna Capitals 0:1, M. Craig (08:14, Powerplay, D. Werenka, B. Wren) 2:2, R. Lukas (39:52, M. Latusa, D. Chyzowski) 2:3, Y. Tsurenkov (41:29) 3:4, D. Werenka (51:36, Powerplay, R. Lukas, D. Chyzowski) 4:5, D. Chyzowski (65:00, entscheidender Penalty)     |
| 7. April 2005 Albert-Schultz-Halle 4.500 Zuschauer   | Vienna Capitals D. Kalt (57:50, R. Lukas, M. Latusa) | 1:3 (0:0, 0:2, 1:1) Strafminuten: 16:12 Torhüter: F. Chabot (Capitals, 58 Min., 30 Schüsse, 2 Tore) D. Cloutier (KAC, 43 Min., 22 Schüsse, 0 Tore) H. Enzenhofer (KAC, 16 Min., 15 Schüsse, 1 Tor) | EC KAC 0:1, E. Viveiros (30:30, Powerplay, A. Iob, S. Washburn) 0:2, M. Siklenka (34:30, G. Ressmann, C. Ban) 0:3, A. Iob (58:30, empty net, S. Washburn) |
| 10. April 2005 Stadthalle Klagenfurt 5.200 Zuschauer | EC KAC M. Siklenka (19:06, E. Viveiros, G. Ressmann), 1:2 | 1:5 (1:2, 0:1, 0:2) Strafminuten: 12:20 Torhüter: A. Verner (KAC, 58 Min., 30 Schüsse, 4 Tore) F. Chabot (Capitals, 60 Min., 43 Schüsse, 1 Tor)                                                    | Vienna Capitals 0:1, D. Kalt (09:01, Powerplay, D. Werenka) 0:2, M. Craig (12:46, J. Suorsa) 1:3, D. Chyzowski (35:25, M. Craig, D. Kalt) 1:4, J. Suorsa (50:03, Shorthanded, P. Kasper) 1:5, M. Craig (58:08, empty net, D. Chyzowski)                         |
| 12. April 2005 Albert-Schultz-Halle 4.500 Zuschauer  | Vienna Capitals D. Kalt (15:31, P. Kasper), 1:1 D. Chyzowski (23:56, M. Craig, I. Jan), 2:1 I. Jan (24:24, Penaltyschuss), 3:1 G. Baumgartner (28:43, D. Chyzowski, Y. Tsurenkov), 4:1 D. Kalt (33:45, Powerplay, D. Werenka, M. Craig), 5:1 D. Werenka (55:46, empty net), 6:2 | 6:2 (1:1, 4:0, 1:1) Strafminuten: 8:14 Torhüter: F. Chabot (Capitals, 60 Min., 40 Schüsse, 2 Tore) A. Verner (KAC, 59 Min., 35 Schüsse, 5 Tore)                                                    | EC KAC 0:1, D. Welser (14:56, A. Iob, S. Washburn) 5:2, A. Iob (48:32, E. Viveiros, S. Washburn) |
| Die Vienna Capitals gewinnen mit 4:3 Siegen.         | | | |

### Statistiken

#### Topscorer
| Rk | Spieler           | Team      | GP | G | A  | PTS | PIM | +/- | PPG | PPA | SHG | SHA | GWG |
| -- | ----------------- | --------- | -- | - | -- | --- | --- | --- | --- | --- | --- | --- | --- |
| 1  | Steve Washburn    | KAC       | 12 | 3 | 13 | 16  | 16  | +1  | 2   | 6   | 0   | 0   | 0   |
| 2  | Anthony Iob       | KAC       | 12 | 8 | 6  | 14  | 45  | +1  | 4   | 4   | 0   | 0   | 2   |
| 3  | Dave Chyzowski    | Capitals  | 10 | 6 | 8  | 14  | 14  | +7  | 1   | 3   | 0   | 1   | 2   |
| 4  | Mike Craig        | Capitals  | 10 | 5 | 6  | 11  | 22  | +3  | 2   | 1   | 1   | 0   | 2   |
| 5  | Dieter Kalt       | Capitals  | 10 | 6 | 4  | 10  | 18  | +4  | 3   | 1   | 1   | 0   | 1   |
| 6  | Darcy Werenka     | Capitals  | 10 | 3 | 6  | 9   | 6   | +2  | 2   | 6   | 0   | 0   | 0   |
| 7  | Emanuel Viveiros  | KAC       | 10 | 1 | 8  | 9   | 8   | +3  | 1   | 5   | 0   | 0   | 0   |
| 8  | Daniel Welser     | KAC       | 12 | 4 | 4  | 8   | 49  | 0   | 2   | 3   | 0   | 0   | 0   |
| 9  | Mike Siklenka     | KAC       | 12 | 6 | 1  | 7   | 44  | +9  | 1   | 1   | 1   | 0   | 1   |
| 10 | Patrik Zetterberg | Innsbruck | 5  | 5 | 2  | 7   | 4   | −2  | 2   | 0   | 0   | 0   | 1   |

Legende:
GP = Spiele, G = Tore, A = Assists, PTS = Scorerpunkte, +/- = Plusminuswert, PIM = Strafminuten, PPG = Powerplaytore, PPA = Powerplayassists, SHG = Unterzahltore, SHA = Unterzahlassists, GWG = Siegestore

#### Torhüter
| Rk | Spieler           | Team      | GP | GPI | GS | MIP    | SOG | SVS | GA | SVS%  | GAA  | SO | W | L | OTL |
| -- | ----------------- | --------- | -- | --- | -- | ------ | --- | --- | -- | ----- | ---- | -- | - | - | --- |
| 1  | Frédéric Chabot   | Capitals  | 10 | 10  | 10 | 602:20 | 362 | 338 | 24 | 93.37 | 2.39 | 0  | 7 | 3 | 0   |
| 2  | Hannes Enzenhofer | KAC       | 12 | 1   | 0  | 16:30  | 15  | 14  | 1  | 93.33 | 3.64 | 0  | 0 | 0 | 0   |
| 3  | Dan Cloutier      | KAC       | 10 | 10  | 10 | 590:30 | 298 | 271 | 27 | 90.94 | 2.74 | 1  | 6 | 3 | 1   |
| 4  | Reinhard Divis    | VSV       | 3  | 3   | 3  | 169:00 | 101 | 89  | 12 | 88.12 | 4.26 | 0  | 0 | 3 | 0   |
| 5  | Gert Prohaska     | VSV       | 3  | 1   | 0  | 9:00   | 8   | 7   | 1  | 87.50 | 6.67 | 0  | 0 | 0 | 0   |
| 6  | Claus Dalpiaz     | Innsbruck | 5  | 5   | 5  | 304:00 | 157 | 136 | 21 | 86.62 | 4.15 | 0  | 2 | 2 | 1   |
| 7  | Andrew Verner     | KAC       | 2  | 2   | 2  | 117:20 | 65  | 56  | 9  | 86.15 | 4.60 | 0  | 0 | 2 | 0   |

Legende:
GP = Spiele, GPI = tatsächliche Einsätze, GS = begonnene Spiele, MIP = Spielminuten, GA = Gegentore, GAA = Gegentorschnitt je 60 Minuten, SOG = Torschüsse, SVS = gehaltene Schüsse, SVS% = Fangquote, SO = Shutouts, W = Siege, L = Niederlagen, OTL = Niederlagen nach Verlängerung oder Penaltyschießen

## Meisterschaftsendstand
1. Vienna Capitals
2. EC KAC
3. HC Innsbruck
4. EC VSV
5. Graz 99ers
6. EHC Linz
7. EC Red Bull Salzburg

## Kader des österreichischen Meisters
| Österreichischer Meister Vienna Capitals | Torhüter: Frédéric Chabot, Christian Cseh Verteidiger: Darcy Werenka, Robert Lukas, Peter Kasper, Philippe Lakos, Thomas Pfeffer, Leopold Wieselthaler, Mario Altmann Angreifer: Mike Craig, Dave Chyzowski, Bob Wren, Dieter Kalt, Markus Peintner, Manuel Latusa, Ray Podloski, Jari Suorsa, Gregor Baumgartner, Christoph König, Juri Zurenkow, Bernd Jäger, Christian Dolezal, Ivo Jan, Paul Roch, André Niec, Sandro Winkler Trainerteam: Jim Boni |

## Zuschauer
Insgesamt erschienen in der Saison 2004/05 zu 183 Spielen 567.455 Zuschauer, was einem Durchschnitt von 3.101 Personen pro Spiel entspricht. Damit wurde, nachdem in der Vorsaison erstmals mehr als eine halbe Million Zuschauer zu den EBEL-Spielen gekommen war, auch erstmals die Grenze von durchschnittlich 3.000 Zuschauern pro Spiel überschritten.
| Rang | Team                 | Spiele | Zuschauer | Durchschnitt |
| ---- | -------------------- | ------ | --------- | ------------ |
| 1    | Vienna Capitals      | 30     | 111.300   | 3.710        |
| 2    | EC KAC               | 30     | 110.550   | 3.685        |
| 3    | Graz 99ers           | 24     | 75.550    | 3.148        |
| 4    | HC Innsbruck         | 26     | 79.846    | 3.071        |
| 5    | EHC Linz             | 24     | 73.629    | 3.068        |
| 6    | EC VSV               | 25     | 74.050    | 2.962        |
| 7    | EC Red Bull Salzburg | 24     | 42.530    | 1.773        |